# Шерак
Шера́к (фр. Chérac) — коммуна во Франции, находится в регионе Пуату — Шаранта. Департамент коммуны — Приморская Шаранта. Входит в состав кантона Бюри. Округ коммуны — Сент.
Код INSEE коммуны — 17100.

## Население
Население коммуны на 2010 год составляло 1090 человек.
| 1962 | 1968 | 1975 | 1982 | 1990 | 1999 | 2010 |
| ---- | ---- | ---- | ---- | ---- | ---- | ---- |
| 922  | 879  | 813  | 946  | 1045 | 1012 | 1090 |